# 天街增三
天街增三，即金牛座υ（υ Tau，υ Tauri）是一个位于金牛座的三合星系统。它们距离地球约155光年，是离太阳系最近的疏散星团——毕宿星团的成员。
天街增三的主星天街增三A是一颗白色A-型主序星，平均视星等为+4.28。它是一颗盾牌座δ型变星，视星等在+4.28至+4.31之间变化，光变周期为3.56小时。它同时也是一个分光双星系统，由两颗相距0.02角秒（1AU），视星等分别为+4.4和+6.5等的恒星组成。天街增三C围绕着这个双星系统旋转，距离为110角秒，视星等为12等。
有时候天街增三也和金牛座72一起共用金牛座υ这个名字。金牛座72在天球上和天街增三相距0.29°，但实际上，金牛座72不是毕宿星团的成员，它到地球的距离比毕宿星团的恒星远三倍。